# Minami Yoshida
Minami Yoshida (jap. 吉田みなみ Yoshida Minami; ur. 27 maja 1988 w Kashiwara, w Japonii) – japońska siatkarka grająca jako libero. Obecnie występuje w drużynie Okayama Seagulls.